# チョウチンアンコウ科
チョウチンアンコウ科（提灯鮟鱇科、Himantolophidae）は、アンコウ目に属する魚類の分類群の一つ。チョウチンアンコウ属（Himantolophus）1属のみを含み、チョウチンアンコウなど22種が記載される。

## 概要

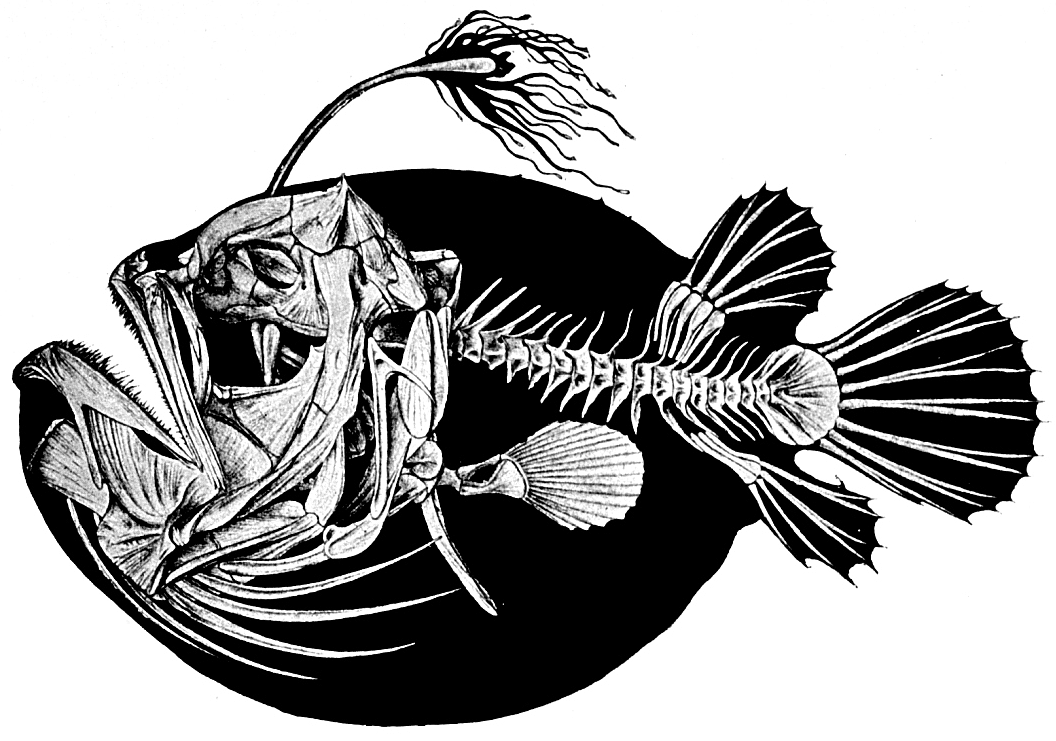
Himantolophus groenlandicus の骨格図

チョウチンアンコウ科の魚類はすべて深海魚で、太平洋・インド洋・大西洋など世界中の海の深海に分布する。背鰭の棘条が長く伸びて変化した誘引突起（イリシウム）を持ち、先端には擬餌状体（エスカ）と呼ばれる膨らみがある。擬餌状体には発光バクテリアによる共生発光器を備え、餌となる小動物をおびき寄せて捕食する。目は小さく、軟らかな薄い骨格、ゼリーのような柔らかい肉でおおわれ、表皮は薄い。
吻（口先）が短く滑らかであることが、他のチョウチンアンコウ上科の仲間と異なる点の一つである。雌雄ともに、生涯を通じて頭頂骨を欠く。胸鰭・背鰭・臀鰭・尾鰭の鰭条はそれぞれ14-18本・5-6本・4本・9本で、椎骨は19個。
1967年2月、鎌倉の海岸に打ち上げられたチョウチンアンコウ（H. sagamius）が江の島水族館で8日間飼育された際に、世界で初めてイリシウムから発光液を噴出する様子が観察された。この個体の液浸標本は現在、新江ノ島水族館で展示されている。発光液の放出には、獲物の目を眩ますなどの効果があるとみられる。

## 生殖
チョウチンアンコウ科の魚類は他のチョウチンアンコウ上科に属する種類と比べて大型で、雌は体長50cm程度にまで成長する。一方、雄は非常に小さく、最大でも4cmほどにしかならない。これはチョウチンアンコウ上科に共通する特徴で、このような雄を矮雄と呼ぶ。他科の矮雄では雌に付着して一体化する場合もあるが、チョウチンアンコウ科の雄はこのような寄生を行わず、自由生活を送る。

## 分類
Nelson（2016）では1属21種が認められている。本項ではFishBaseで認められている1属22種をリストする。
- チョウチンアンコウ属 Himantolophus
  - シロホシチョウチンアンコウ Himantolophus albinares Maul, 1961
  - Himantolophus appelii F. E. Clarke, 1878 (Prickly anglerfish)
  - マサモリチョウチンアンコウ Himantolophus azurlucens Beebe & Crane, 1947
  - キタチョウチンアンコウ Himantolophus borealis Kharin, 1984
  - Himantolophus brevirostris Regan, 1925
  - Himantolophus compressus Osório, 1912
  - Himantolophus cornifer Bertelsen & G. Krefft, 1988
  - Himantolophus crinitus Bertelsen & G. Krefft, 1988
  - Himantolophus danae Regan & Trewavas, 1932
  - Himantolophus groenlandicus J. C. H. Reinhardt, 1837 (Atlantic footballfish)
  - Himantolophus litoceras A. L. Stewart & Pietsch, 2010
  - Himantolophus macroceras Bertelsen & G. Krefft, 1988
  - Himantolophus macroceratoides Bertelsen & G. Krefft, 1988
  - Himantolophus mauli Bertelsen & G. Krefft, 1988
  - Himantolophus melanolophus Bertelsen & G. Krefft, 1988
  - Himantolophus multifurcatus Bertelsen & G. Krefft, 1988
  - Himantolophus nigricornis Bertelsen & G. Krefft, 1988
  - Himantolophus paucifilosus Bertelsen & G. Krefft, 1988
  - Himantolophus pseudalbinares Bertelsen & G. Krefft, 1988
  - Himantolophus rostratus Regan, 1925
  - チョウチンアンコウ Himantolophus sagamius S. Tanaka (I), 1918 (Pacific footballfish)
  - Himantolophus stewarti Pietsch & Kenaley, 2011